# تيكمة كرد
تيكمة كرد هي قرية في مقاطعة ماكو، إيران. يقدر عدد سكانها بـ 315 نسمة بحسب إحصاء 2016.